# 小行星5198
小行星5198（5198 Fongyunwah）是一颗绕太阳运转的小行星，为主小行星带小行星。该小行星于1975年1月16日，由中国科学院紫金山天文台发现。

## 轨道参数
小行星5198的轨道半长轴为3.1108505 UA，离心率为0.167。